# Lake Rotorangi
Lake Rotorangi ist der größte See der Region Taranaki im Südwesten der Nordinsel von Neuseeland und gilt mit einer Länge von 46 km als der längest See des Landes.

## Geographie
Der See befindet sich im South Taranaki District und umfasst eine Fläche von 59,73 km². Seine maximale Tiefe beträgt rund 60 m und sein Wassereinzugsgebiet umfasst eine Fläche von 868,714 km².

## Geschichte
Der Stausee entstand 1984 durch den Bau eines Dammes am Pātea River. Der 82 m hohe Erddamm mit einem Kern aus Sandstein und Tonstein wurde nahe dem Ende der Ball Road für ein Wasserkraftwerk des Energieversorgers Trustpower errichtet.

## Staudamm und Kraftwerk
Der Staudamm, Patea Dam genannt, ist im Eigentum des Unternehmens TrustPower Das Kraftwerk des Damms hat eine maximale Leistung von 32 Megawatt (dies entspricht 108 GWh pro Jahr) und wird zum Abdecken der Spitzenlast genutzt. Der See hat eine Speicherkapazität für einen etwa einwöchigen Betrieb des Kraftwerkes. Am dem für den Wassersport genutzten See gibt es einen Campingplatz.
Der Damm ist ein Hindernis für den Zug der flussaufwärts wandernden Aale, die sich am Fuß des Dammes sammeln, da sie die röhrenförmige Fischtreppe am Damm nicht heraufschwimmen können. Seit 2007 besteht eine lokale Initiative, die diese Tiere einfängt und im See wieder aussetzt. Die Einfangaktion wird mittlerweile vom Unternehmen finanziert, gelegentlich werden auch die Schleusentore geöffnet, um ein Migration erwachsener Fische flussabwärts zu erleichtern.